# Qualea tricolor
Qualea tricolor là một loài thực vật có hoa trong họ Vochysiaceae. Loài này được Benoist miêu tả khoa học đầu tiên năm 1915.